# Heteroconis bifurcata
Heteroconis bifurcata är en insektsart som beskrevs av Meinander 1990. Heteroconis bifurcata ingår i släktet Heteroconis och familjen vaxsländor. Inga underarter finns listade i Catalogue of Life.